# Pro Unicenter
A Pro Unicenter é uma marca do Grupo Advance Station.
O Grupo Advance Station foi fundado no ano 2000, mas incorpora empresas que operam no mercado, designadamente da formação profissional, há mais de 20 anos. O Grupo presta diferentes serviços a diferentes públicos-alvo em matéria de desenvolvimento de competências, onde pretende posicionar-se como um player de dimensão internacional, para o que conta já com diversas parcerias com empresas estrangeiras. Colaboram com o Grupo 75 profissionais, em diversas áreas, desde a Educação, à Formação, ao Franchising até à Consultoria. 
A Pro Unicenter  é a marca do Grupo criada para servir o segmento B2B e dedica-se à Consultoria Estratégica de Recursos Humanos, designadamente, aplicando modelos de Gestão por Competências.
A sua intervenção está no topo da cadeia da Gestão dos Recursos Humanos de qualquer organização. Para tal dispõe de metodologias e ferramentas de vanguarda e com utilização global. Quando foi criada, adquiriu parcerias e representações de empresas globais e de referência no sector de actuação. Através da Advance Station, a Pro Unicenter representa em Portugal a A&DC  , Assessment & Development Consultants, para prestar serviços de Gestão de Competências, o The Brooks Group que fornece as metodologias de desenvolvimento para áreas comerciais e a Linguaphone  para o ensino do Inglês para profissionais.
A Pro Unicenter divide a sua intervenção em duas áreas: Training e Development. A primeira oferece serviços de formação profissional especializada, a segunda é o veículo para implementar modelos de gestão por competências nas organizações clientes, designadamente através de processos de avaliação e desenvolvimento de competências. 
A Pro Unicenter tem participado em projectos inovadores em várias empresas com destaque para o projecto conjunto com o PIC (Portfólio Individual de Competências) da Faculdade de Economia e Gestão do Porto da Universidade Católica Portuguesa, onde têm sido implementados Centros de Avaliação de Competências aos alunos de mestrado, um projecto pioneiro no panorama Universitário em Portugal.
Ainda no domínio da colaboração com Universidades, consultores da Pro Unicenter fazem parte do corpo docente do Mestrado de Gestão e Desenvolvimento de Recursos Humanos no ESEIG do Instituto Politécnico do Porto. 